# Grand Prix Criquielion 2025
Il Grand Prix Criquielion 2025, trentesima edizione della corsa e valevole come evento dell'UCI Europe Tour 2025 categoria 1.1, si svolse l'8 marzo 2025 su un percorso di 200 km, con partenza da Ath e arrivo a Lessines, in Belgio. La vittoria fu appannaggio dell'italiano Matteo Moschetti, il quale completò il percorso in 4h39'29", alla media di 42,936 km/h, precedendo il francese Hugo Hofstetter e il connazionale Giacomo Nizzolo.
Sul traguardo di Lessines 139 ciclisti, dei 161 partiti da Ath, portarono a termine la competizione.

## Squadre e ciclisti partecipanti
| N.      | Cod. | Squadra                |
| ------- | ---- | ---------------------- |
| 1-7     | LOT  | Lotto                  |
| 11-17   | ADC  | Alpecin-Deceuninck     |
| 21-27   | IWA  | Intermarché-Wanty      |
| 31-37   | TBV  | Bahrain Victorious     |
| 41-47   | TPP  | Team Picnic PostNL     |
| 51-57   | XAT  | XDS Astana Team        |
| 61-67   | ARK  | Arkéa-B&B Hotels       |
| 71-77   | COF  | Cofidis                |
| 81-87   | TFB  | Team Flanders-Baloise  |
| 91-97   | WB2  | Wagner Bazin WB        |
| 101-107 | UXM  | Uno-X Mobility         |
| 111-117 | TUD  | Tudor Pro Cycling Team |

| N.      | Cod. | Squadra                           |
| ------- | ---- | --------------------------------- |
| 121-127 | TEN  | TotalEnergies                     |
| 131-137 | EUS  | Euskaltel-Euskadi                 |
| 141-147 | IPT  | Israel-Premier Tech               |
| 151-157 | Q36  | Q36.5 Pro Cycling Team            |
| 161-167 | EKP  | Equipo Kern Pharma                |
| 171-177 | RKT  | Unibet Tietema Rockets            |
| 181-187 | CJR  | Caja Rural-Seguros RGA            |
| 191-197 | VBF  | VF Group-Bardiani CSF-Faizanè     |
| 211-217 | TIS  | Tarteletto-Isorex                 |
| 221-227 | IBA  | Illes Balears Arabay              |
| 231-237 | MCT  | MYVELO Pro Cycling Team           |
| 241-247 | VVB  | Vélo Club Villefranche Beaujolais |

## Ordine d'arrivo (Top 10)
| Pos. | Corridore         | Squadra       | Tempo    |
| ---- | ----------------- | ------------- | -------- |
| 1    | Matteo Moschetti  | Q36.5         | 4h39'29" |
| 2    | Hugo Hofstetter   | Israel        | s.t.     |
| 3    | Giacomo Nizzolo   | Q36.5         | s.t.     |
| 4    | Milan Fretin      | Cofidis       | s.t.     |
| 5    | Sandy Dujardin    | TotalEnergies | s.t.     |
| 6    | Aaron Gate        | XDS           | s.t.     |
| 7    | Tom Van Asbroeck  | Israel        | s.t.     |
| 8    | Jenthe Biermans   | Arkéa         | s.t.     |
| 9    | Axel Huens        | Unibet        | s.t.     |
| 10   | S. Kolze Changizi | Tudor         | s.t.     |